# 酒店式公寓

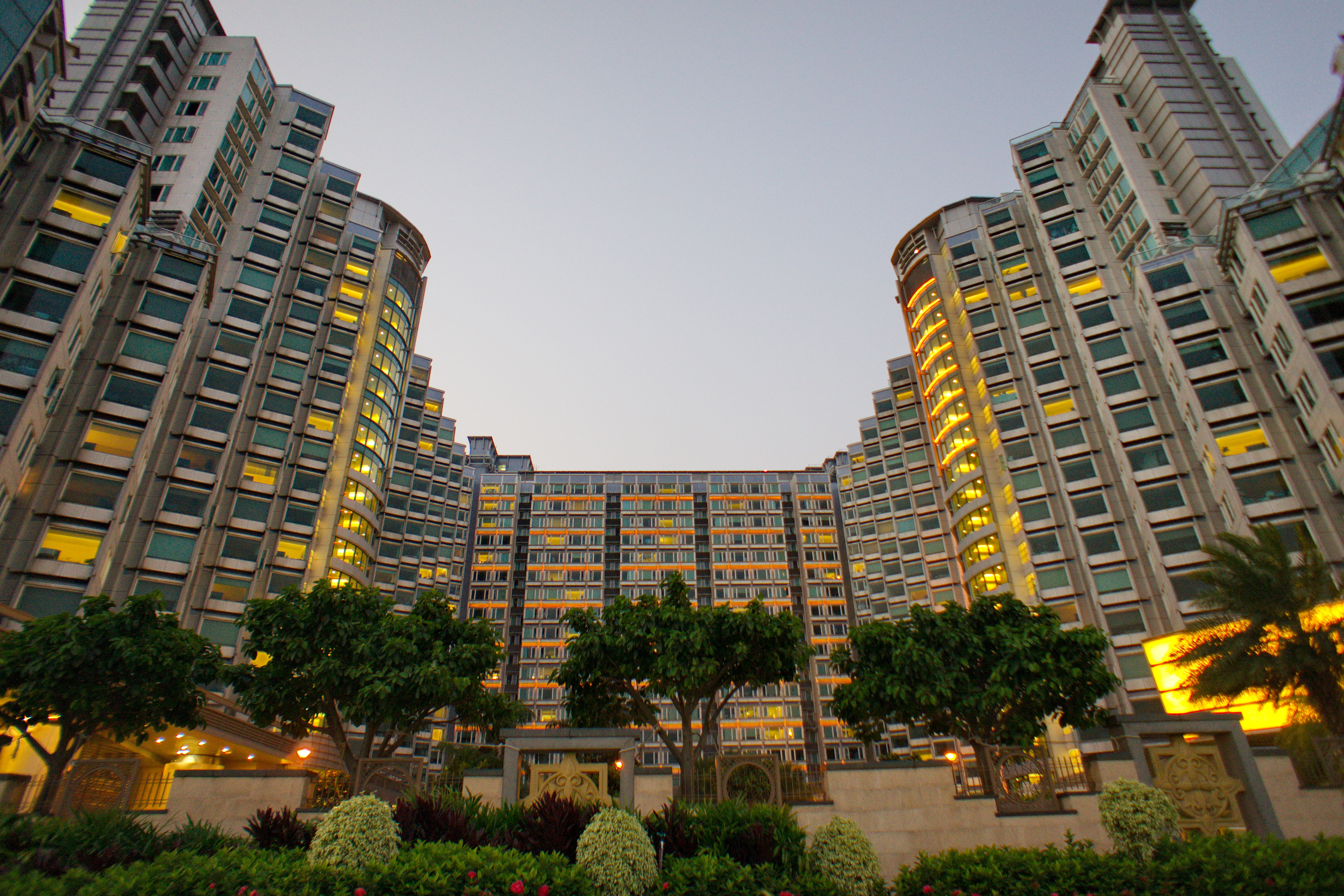
海灣軒海景酒店是香港的一間酒店式公寓

酒店式公寓或公寓式酒店，都是提供類似服務式住宅的格局以及酒店式服務的公寓。在格局上，通常除了一般酒店的臥室與浴室外，還有廚房、客廳、甚至書房等；而在配備上，也提供一般酒店沒有之諸如廚具、微波爐、影碟機等設備。此外，亦提供類似酒店的服務，諸如入住與退房登記、家居清潔、送餐、衣服洗熨、叫醒服務等。兩者主要的差別是在於產權與經營管理的模式。另外，服務式住宅最短的租期通常都是最少一個月，不同一般的酒店可短至一日。
酒店式公寓是由開發商將酒店的每套客房分割成獨立的產權出售給買主，並聘請專業的酒店管理公司負責經營與管理。買主擁有產權，所以可自住、可出租、可轉售；一般買主都是收取租金以換取長期的投資收益，或是出售以賺取差價。而公寓式酒店指按公寓式分隔出租的酒店；簡單地說，就是設置於酒店內部，以公寓形式存在的酒店套房，其產權一般由酒店經營者所有，經營與管理模式也與一般酒店無太大差異。
一般說來，在相同檔次的房型與設施的基礎上做比較，酒店式公寓的租金較一般酒店便宜，而公寓式酒店與一般酒店無異。
在香港，因為樓價高，服務式公寓漸漸成為了劏房其中一個可圖利的方式。很多劏房包裝成服務式的公寓出租，由於政府在旅館業條例規定，只要出租的住宅少於28天，就必須持有旅館牌照，所以很多劏房都合法地租用。

#### 起源發展
酒店式服務公寓，最早始於1994年歐洲，意為「酒店式的服務，公寓式的管理」，是當時旅遊區內租給遊客，供其臨時休息的物業，由專門管理公司進行統一上門管理，既有酒店的性質又相當於個人的「臨時住宅」。這些物業就成了酒店式公寓的雛形。

## 註解
1. ↑  在2003 年10月18日上海市人民政府發布並於2003 年12月1日起實施的《上海市城市規劃管理技術規定》的名詞解釋中第13條：「公寓式酒店指按公寓式（單元式）分隔出租的酒店，按旅館建築處理」；第14條：「酒店式公寓指按酒店式管理的公寓，按居住建築處理。」
2. ↑  . Hong Kong Serviced Apartments (2023-24) | ResidenceHK.   [2023-08-27]. （原始内容存档于2023-08-27） （美国英语）.
3. ↑  .   [2011-04-13]. （原始内容存档于2019-06-11）.